# ルドルフ・ジルドライヤー
ルドルフ・ウイリアム・ジルドライヤー（Rodolphe William Seeldrayer, 1876年12月16日 - 1955年10月7日）は、ドイツ・デュッセルドルフ出身の人物で、ベルギーの国内スポーツ団体に大きく関わった。彼は1954年から1955年にかけて国際サッカー連盟(FIFA)第4代会長を務めた。

## 身体
ジルドライヤーによって、ベルギーの8つのスポーツ（陸上競技、サッカー、飛行機、クリケット、ホッケー、ゴルフ、また貢献度は低いがテニスと水泳）が恩恵を受けた。特に陸上競技とサッカーは彼の偏愛の対象だった。第一に、彼は1897年に110メートルハードルのベルギー国内チャンピオンとなり、10年間この競技を続けた。第二に、彼はブリュッセルにあったサッカークラブのRacing Club（KFC Rhodienne-Verrewinkelの前身）で1900年にベルギーリーグチャンピオンを獲得し、また1898年と1899年には大学チームの主将を務めた。結局彼は、26年間にわたって競技生活を続けた。
他の分野でも同様に、平均して10年ほど競技を続けてじわじわと成績を挙げ、最終的には選手権を獲得するほどになった。彼はCercle des regatesとCoup de Soleilで合計5年レガッタ競技を続けた。またle RacingとAngo-Belgian Clubで合計10年クリケットを行い3回の国内チャンピオンを獲得、さらに1924年にはベルギー代表の主将としてパリでフランス代表を破った。ホッケーもRacing Clubで10年間現役を続け、1903年にはベルギー代表としてやはりパリでフランス代表を破った。1919年から始めたゴルフでは、ワーテルロー・ゴルフ・クラブの主将を10年間務めた。
ジルドライヤーは非常に洗練されたスポーツマンであり、彼が実際にプレーした多くの競技からわかるように、彼はチーム競技を好んだ。これは彼のスポーツに対する考え方に合致しているからであり、ジルドライヤー自身の言葉によれば、スポーツは人生や共同体の必要な価値を学ぶための修練の場であるのだという。

## 精神
ジルドライヤーは、ブリュッセル自由大学で法律を学ぶとともに、ここでスポーツを始めた。19歳のとき、彼はベルギーサッカー協会の創設者に名を連ね、財務担当を4年、上級顧問を25年間務めた後、名誉メンバーに推挙された。1914年、協会は彼の演説能力を買って、彼をFIFAのベルギー代表に指名した。彼は1927年にFIFAの副会長となった。
また1899年に、ジルドライヤーはLa vie sportive誌でスポーツジャーナリストとしての経歴を開始した。最初の仕事は「Spectator（観客）」というペンネームでコラムを書くことだった。10年後、彼は全国体育教育委員会を創設した。その後、リエージュ公アルベール王子（のちのアルベール2世）によって創設されたベルギーオリンピック委員会と合併し、委員長となった。
1920年のアントワープオリンピックで彼は技術担当理事を務め、また何度か夏季オリンピックのサッカー競技における上訴審判に名を連ねた。特に注目されたのが、1936年のベルリンオリンピックにおけるペルー対オーストリアの試合が上訴審判に委ねられた一件である。試合中に観客がピッチに侵入した問題を、オーストリアサッカー協会は上訴した。協議の結果、上訴審判は無観客での再試合を決定し、これを「悪しきベルリンの決定」として不満を持ったペルーは、全ての代表選手をオリンピックから引き上げてしまった。また、ジョン・ルイス（en:John Lewis）が審判を務め、試合放棄という結果になった1920年のオリンピック決勝に関して、チェコスロバキアから提出された上訴を受理する役割を担った。
彼は根っからの団体創設好きであり、以下のような組織がジルドライヤーの功績によるものである。
- ワーテルロー・ゴルフ・クラブ（Warterloo Golf Club）- 1923年
- イクセルFC（Ixelles Football Club、後にRacing Clubと合併した）
- アングロ＝ベルギー・クリケット・スポーティング・クラブ（Anglo-Belgian Cricket Sporting Club）

ジルドライヤーはイギリス人のサークルにもよく受け入れられていたようである。現代的でスポーツ問題にも詳しく、さらに英語を完璧にマスターしていた。同時に、ジルドライヤーはジャーナリストとしての活動も継続し、『L'Écho des Sports』誌の創刊にも関わったが、この方面での活動は1935年で終わりを告げた。ただし、その後も国際オリンピック委員会（IOC）の会報でコラムを執筆するなど、記事執筆は続けた。
第二次世界大戦は、彼の活動を停止することこそなかったものの、ある意味で遅らせることとなった。ドイツによる占領期間中、彼はベルギーオリンピック委員会のメンバーとして、ベルギーのスポーツの独立を維持するために活動した。終戦時には彼はIOCのメンバーとなっており、1946年に行われる戦後初のオリンピックの準備にたずさわった。
1955年初頭、世界的な尊敬の対象であったフランス人ジュール・リメがFIFA会長を辞任し、その後任として副会長であったジルドライヤーが会長の座についた。この権限委譲は、1954年のワールドカップとともに初めてテレビで中継された。この2人の間には強固な相互理解と尊敬があり、それはワールドカップで授与されるトロフィーの名をジュール・リメ・カップに変更するという形となって表れた。彼の会長在任中、FIFAの加盟国は85を数え、FIFAの50周年を祝うことにもなった。
長年にわたり、アマチュアリズムの問題は懸案であった。スポーツの発展に伴って、プロフェッショナリズム現象はクーベルタンによるオリンピックの基本理念との間で大きな疑問を投げかけるようになった。議論は激しさを増し、IOCの支持のもとにアマチュア委員会が創設された。ジルドライヤーはこれに参加し、結局1947年にストックホルムで開催された総会で最終報告が行われた。この報告ではアマチュアの定義がなされており、以後のオリンピック参加選手には完全にアマチュアであることの宣言に署名することが求められた。また、3名のIOCメンバーと各競技団体の代表からなる常設委員会の創設も提案されていた。しかし、多くの問題は棚上げされたままだった。
FIFA会長職にある間、ジルドライヤーは別の問題に直面していた。FIFAは（当時副会長だったジルドライヤー自身によってアマチュア規定が採り入れられていたにもかかわらず）ヘルシンキでの大会において「偽アマチュア」の選手に参加資格を与えていた件で、非難を受けていたのだ。この問題は「どの大会が主要大会に含まれるか」の決定も絡んで、非常に複雑なものであった。また、この時代は政治がスポーツをプロパガンダの手段に使おうとしていた時期でもあった。
この問題の重要さを自覚しつつ、ジルドライヤーは彼自身のスポーツに対する視点に誠実であろうとし続けた。彼によれば、「狭義のオリンピックの観点からすると、理論上スポーツはアマチュアによって競技される時にのみスポーツたり得る」。彼の意見は、しかし忠誠心や誠実さ、フェアプレーの精神に基づいて競技を行うプロ選手に対して、彼が尊敬を抱くことを妨げるものではなかった。また彼はスポーツが共産主義国家のプロパガンダに用いられていることを明確に意識していたが、それをある程度までは理解し許容していた。彼の意見によれば、スポーツは社会組織の鍵となる要素であった。スポーツは他の教科と同じレベルで学校教育に統合され、若年教育の源泉となるべきだという考えであった．
ジルドライヤーは観客を欠点のある存在と捉え、長年にわたってその考えを変えることはなかった。彼は観客を啓蒙することが報道機関の役割であると信じていた。
ジルドライヤーはFIFA会長に推挙された翌年の1955年にベルギーのブリュッセルで病死した。政府の決定により、彼は準国喪の扱いを受けた。彼は死後にIOCメンバーに推挙されたが、その後メンバー資格は死後に与えられないことに決定された。